# Tmarus ningshaanensis
Tmarus ningshaanensis är en spindelart som beskrevs av Wang och Xi 1998. Tmarus ningshaanensis ingår i släktet Tmarus och familjen krabbspindlar. Inga underarter finns listade i Catalogue of Life.